# Jules Schwadorf
Jules Schwadorf (* 19. Oktober 1992 in Köln) ist ein ehemaliger deutscher Fußballspieler.

## Karriere

### Vereine
Jules Schwadorf begann mit dem Fußballspielen in der Jugend des SV Weiden. Nach seiner Zeit in Weiden ging er in die Jugend von Grün-Weiß Brauweiler, ehe er von dort in die Jugend des 1. FC Köln wechselte. 2008 schloss er sich den Sportfreunden Troisdorf an, ein Jahr später zog es ihn dann zu Bayer 04 Leverkusen. 2010 erreichte Schwadorf mit der A-Jugend der Leverkusener das Meisterschaftsfinale der A-Jugend-Bundesliga, das die Mannschaft jedoch mit 0:1 gegen Hansa Rostock verlor. 2011 wechselte Schwadorf auf Leihbasis in die erste Mannschaft des Zweitligisten Fortuna Düsseldorf. Die Leihdauer betrug zwei Jahre, wobei er ohne Profieinsatz blieb; anschließend wechselte Schwadorf zur TSG 1899 Hoffenheim, bei der er in der Regionalliga-Zweitvertretung spielte. Als weitere Stationen in der Regionalliga schlossen sich die SG Wattenscheid 09 und der FC Viktoria Köln an.
Vor der Saison 2016/17 verpflichtete der Drittligist SV Wehen Wiesbaden Schwadorf und stattete ihn mit einem Zweijahresvertrag aus. Am 9. August 2016 absolvierte er seinen ersten Profieinsatz, als er im Spiel gegen Fortuna Köln nach 71 Minuten für Marc Lorenz eingewechselt wurde. Zu diesem Zeitpunkt stand der spätere 3:0-Sieg bereits fest. In der Saison 2018/19 stieg er mit dem SV Wehen Wiesbaden in die zweite Bundesliga auf.
Im Sommer 2020 wechselte er zum Drittligaabsteiger Preußen Münster in die Regionalliga West. 2022 schloss er sich für ein Jahr dem SC Fortuna Köln an.

## Erfolge
SV Wehen Wiesbaden
- Aufstieg in die 2. Bundesliga: 2019